# Chambéry SF
Chambéry Savoie Bóng đá là một câu lạc bộ bóng đá Pháp có trụ sở tại Chambéry, trong khu vực Auvergne-Rhône-Alpes ở miền đông nước Pháp. Đội được thành lập vào năm 1925 với tên Câu lạc bộ bóng đá Chambéry, và sáp nhập vào năm 1942 với Chamberien Associate Sportif để trở thành Stade Olympique de Chambéry. Năm 2015, sau một sự kiện thanh lý, đội được đổi tên thành Chambéry Savoie Football.

## Lịch sử
Chambéry được thành lập vào năm 1925. Đội có trụ sở tại thị trấn Chambéry và sân vận động của họ là Stade Jaques Level, tuy nhiên họ thi đấu hầu hết các trận đấu của họ tại Stade Municipal trong thị trấn. Kể từ mùa giải 2019-2020, câu lạc bộ chơi ở Championnat National 3. Trong mùa giải 2010-2011, Chambéry trở thành câu lạc bộ nghiệp dư đầu tiên trong lịch sử Coupe de France đánh bại ba câu lạc bộ Ligue 1 (Monaco, Brest, Sochaux), trước khi thua ở tứ kết.